# نوستراداموس (آلبوم)
نوستراداموس (به انگلیسی: Nostradamus) عنوان یک آلبوم استودیویی از گروه هوی متال بریتانیایی جوداس پریست است که در ژوئن ۲۰۰۸ منتشر گشت. موضوع اصلی آلبوم بر پیشگویی‌های نوستراداموس پیشگوی سده ۱۶ میلادی تمرکز دارد. این آلبوم شانزدهمین آلبوم استودیویی جوداس پریست است و در ابتدا قرار بر آن بود که در میان سال‌های ۲۰۰۶ و ۲۰۰۷ منتشر شود اما در نهایت در سال ۲۰۰۸ با همکاری شرکت نشر اپیک منتشر شد.
جوداس پریست در توری با عنوان «متال مسترز تور» برای معرفی این آلبوم، با گروه‌هایی چون هون اند هل، موتورهد و تستمنت همراه شد.

## فهرست آهنگ‌ها
نوشتار و تنظیم تمامی قطعه‌های این آلبوم توسط راب هالفرد، گلن تیپتون و کی.کی. داونینگ انجام شده‌است.

### دیسک یک
| شماره | نام آهنگ       | مدت  |
| ----- | -------------- | ---- |
| ۱     | «طلوع آفرینش»  | ۲:۳۳ |
| ۲     | «پیشگویی»      | ۵:۲۶ |
| ۳     | «بیداری»       | ۰:۵۲ |
| ۴     | «وحی»          | ۷:۰۵ |
| ۵     | «چهار اسب‌سوار» | ۱:۳۵ |
| ۶     | «جنگ»          | ۵:۰۴ |
| ۷     | «شن‌های زمان»   | ۲:۳۶ |
| ۸     | «طاعون و بلا»  | ۵:۰۸ |
| ۹     | «مرگ»          | ۷:۳۳ |
| ۱۰    | «صلح»          | ۲:۲۱ |
| ۱۱    | «پیروزی»       | ۴:۴۲ |
| ۱۲    | «عشق گمشده»    | ۴:۲۸ |
| ۱۳    | «شکنجه»        | ۶:۳۴ |

### دیسک دو
| شماره | نام آهنگ              | مدت  |
| ----- | --------------------- | ---- |
| ۱     | «تنهایی»              | ۱:۲۲ |
| ۲     | «تبعیدی»              | ۶:۳۲ |
| ۳     | «تنها»                | ۷:۵۰ |
| ۴     | «سایه‌های در شعله آتش» | ۱:۱۰ |
| ۵     | «وحی‌ها»               | ۵:۲۴ |
| ۶     | «امید»                | ۲:۰۹ |
| ۷     | «آغازی نو»            | ۴:۵۶ |
| ۸     | «آرامش قبل از طوفان»  | ۲:۰۵ |
| ۹     | «نوستراداموس»         | ۶:۴۳ |
| ۱۰    | « آینده گویی انسان»   | ۸:۲۹ |

## پیشینه انتشار
| کشور                | تاریخ        |
| ------------------- | ------------ |
| آلمان               | ۱۳ ژوئن ۲۰۰۸ |
| استرالیا            | ۱۴ ژوئن ۲۰۰۸ |
| بریتانیا            | ۱۶ ژوئن ۲۰۰۸ |
| کانادا              | ۱۷ ژوئن ۲۰۰۸ |
| ایالات متحده آمریکا | ۱۷ ژوئن ۲۰۰۸ |
| ژاپن                | ۲۵ ژوئن ۲۰۰۸ |

## اعضای گروه
- راب هالفرد - خواننده
- کی.کی. داونینیگ - گیتار، گیتارهای متصل به سینث‌سایز، تهیه کننده
- گلن تیپتون - گیتار، گیتارهای متصل به سینث‌سایز، تهیه کننده
- یان هیل - گیتار باس
- اسکات دراویس - درامز
- دون آیری - کیبورد